# Sechs Kategorien chinesischer Schriftzeichen
Die sechs Kategorien der chinesischen Schrift (chinesisch 六書 / 六书, Pinyin liùshū; jap.: 漢字の六書 kanji no rikusho) sind die traditionellen sechs Hauptgruppen, nach denen chinesische Schriftzeichen gebildet werden. Sie werden nach dem ersten Zeichenlexikon der chinesischen Schrift, dem von Xu Shen zusammengestellten Shuowen Jiezi (chinesisch 說文解字 / 说文解字, Pinyin Shuōwén Jiězì, 2. Jahrhundert), in diese sechs Kategorien eingeteilt, basierend auf der Art und Weise, in der sie gebildet oder abgeleitet werden. Die Zahl der Zeichen, die in die einzelnen Kategorien fallen, hat sich in der Geschichte stark geändert. Genaueres findet sich weiter unten in einem gesonderten Abschnitt.

## 1. Piktogramme
Eine geringe Zahl der Schriftzeichen fällt in die Kategorie der Piktogramme (chinesisch 象形, Pinyin xiàngxíng – „Bildzeichen“, jap. 象形 shōkei).
Die Bilder von Objekten (Piktogramme) versuchen, die Realität mit einfachen Symbolen wiederzugeben. Diese Piktogramme wurden zunehmend stilisiert und verloren dadurch ihren bildhaften Charakter, insbesondere beim Übergang von Orakelknochen-Schrift zur Siegelschrift und später zur Kanzleischrift. Deshalb sind die ursprünglichen Bedeutungen in der modernen Schreibweise nicht mehr ohne weiteres ersichtlich. Dasselbe gilt weitgehend auch für die einfachen und zusammengesetzten Ideogramme.

### Beispiele
| Orakelknochenschrift | Siegelschrift | Kanzleischrift | Regelschrift | Pinyin | Bedeutung           |
|                      |               |                |              | rì     | Sonne               |
|                      |               |                |              | yuè    | Mond                |
|                      |               |                |              | shān   | Berg                |
|                      |               |                |              | shuǐ   | Wasser              |
|                      |               |                |              | yǚ     | Regen               |
|                      |               |                |              | mù     | Baum, Holz          |
|                      |               |                |              | hé     | Reispflanze         |
|                      |               |                |              | rén    | Person, Mensch      |
|                      |               |                |              | nǚ     | Frau                |
|                      |               |                |              | mǔ     | Mutter              |
|                      |               |                |              | mù     | Auge                |
|                      |               |                |              | niú    | Rind, Kuh           |
|                      |               |                |              | yáng   | Ziege, Schaf        |
|                      |               |                |              | mǎ     | Pferd               |
|                      |               |                |              | niǎo   | Vogel               |
|                      |               |                |              | guī    | Schildkröte         |
|                      |               |                |              | lóng   | Chinesischer Drache |
|                      |               |                |              | fèng   | Chinesischer Phönix |

## 2. Einfache Ideogramme
In die Kategorie der einfachen Ideogramme (chinesisch 指事, Pinyin zhǐshì – „auf Tatbestände deuten“, jap. 指事 shiji) fällt eine ebenfalls geringe Zahl der Schriftzeichen.
Symbolische Darstellung von abstrakten Gedanken durch Indikatoren stehen für einfache Abstrakta, wie 上 „oben“, 下 „unten“ oder für Zahlen wie z. B. 一 „eins“, 二 „zwei“ und 三 „drei“.

### Beispiele
| 一 yī | 二 èr | 三 sān | 上 shàng | 下 xià | 本 běn | 末 mò  |
| eins  | zwei  | drei   | oben     | unten  | Wurzel | Wipfel |

## 3. Zusammengesetzte Ideogramme
Zusammengesetzte Ideogramme (chinesisch 會意, Pinyin huìyì – „Vereinigte Bedeutungen“, jap. 会意 kai'i) finden sich ebenfalls in kleiner Zahl in den chinesischen Schriftzeichen.
Die symbolischen Zusammensetzungen abstrakter Gedanken mit Hilfe von Ideogrammen bestehen aus zwei oder mehreren Zeichen, von denen jedes zur Bedeutung beiträgt. Das Wort 休 „ausruhen“ besteht zum Beispiel aus dem Zeichen für Mensch 亻 (Radikal 9) und dem Baum 木 (Radikal 75) („ein Mensch, der sich an einen Baum lehnt“).
名 „Name“ besteht aus Mondsichel= Abend 夕 (Radikal 36) und Mund 口 (Radikal 30) („um sich im Dunkeln zu erkennen zu geben, ruft man seinen Namen“).

### Beispiele
| Kombination            | Bedeutung                                                                            |
| ---------------------- | ------------------------------------------------------------------------------------ |
| 木 ×2 = 林 lín         | zwei Bäume: „Wald, Forst, Gehölz, -wäldchen, -hain“                                  |
| 木 ×3 = 森 sēn         | drei Bäume: „Fülle von Bäumen“                                                       |
| 亻 + 木 = 休 xiū       | Mensch, an einen Baum gelehnt: „ausruhen“                                            |
| 隹 + 木 = 集 jí        | Vogel auf einem Baum: „sich versammeln“; vereinfacht von 雧 (3 Vögel auf einem Baum) |
| 隹 ×2 + 又 = 雙 shuāng | zwei Vögel über der rechten Hand: „Paar“                                             |
| 女 + 子 = 好 hǎo       | Frau und Kind: „gut“                                                                 |
| 日 + 木 = 東 dōng      | Sonne hinter einem Baum: „Osten“                                                     |
| 日 + 月 = 明 míng      | Sonne und Mond: „Licht“                                                              |
| 木 ×2 + 火 = 焚 fén    | Feuer unter Holz: „brennen“                                                          |
| 禾 + 火 = 秋 qiū       | Getreide und Feuer: „Herbst“                                                         |

## 4. Phonogramme
Die Kategorie der Phonogramme (chinesisch 形聲, Pinyin xíngshēng – „Form und Laut“, jap. 形声 keisei) macht den größten Teil der chinesischen  Schriftzeichen aus.
Die Sinn- und Lautkombinationen der Phonogramme bestehen aus dem Radikal als semantischer (Sinnträger, Signifikum) und einer phonetischen Komponente (Lautträger, Phonetikum). Das Chinesische hat relativ wenig Silben. Das bedeutet, dass viele Zeichen gleich ausgesprochen werden. Das führte dazu, dass neue Zeichen geschaffen wurden, indem ein Teil den Laut und der andere Teil einen Hinweis auf die Bedeutung angibt.
Im Laufe der mehr als 2000 Jahre andauernden Entwicklung des Chinesischen über das Altchinesische und Mittelchinesische zum modernen Hochchinesisch hat sich die Aussprache der Lautträger zum Teil sehr stark verändert, sodass die moderne Aussprache des Zeichens stärkere Abweichungen aufweist.

### Beispiele
| Sinngeber              | Lautgeber | Zeichen                         |
| ---------------------- | --------- | ------------------------------- |
| 氵 Wasser (Radikal 85) | 木 mù     | 沐 mù, „sich die Haare waschen“ |
| 氵 Wasser (Radikal 85) | 林 lín    | 淋 lín, „ausgießen“             |
| 艹 Gras (Radikal 140)  | 采 cǎi    | 菜 cài, „Gemüse“                |

Beispiele zum Zeichen 馬 mǎ „Pferd“ Radikal 187 als Lautgeber:
| 馬 mǎ | 嗎 ma                                                           | 駡 mà                                                                    | 碼 mǎ                                             |
| Radikal 187 „Pferd“ | Radikal 30 („Mund“) + ma = Fragepartikel ma                     | zweimal Radikal 30 („Mund“) + ma: „schimpfen“                            | Radikal 112 („Stein“) + ma: „Zahlzeichen, Ziffer“ |
| 螞 mǎ, mà | 瑪 mǎ                                                           | 獁 mǎ                                                                    | 媽 mā                                             |
| Radikal 142 („Insekt“) + ma: in folgenden Kombinationen: 螞蟻 mǎyǐ „Ameise“， 螞蟥 mǎhuáng „Blutegel“， 螞蚱 màzhà „Heuschrecke“ | Radikal 96 („Jade“) + ma: in der Kombination 瑪瑙 mǎnǎo „Achat“ | Radikal 94 („wildes Tier“) + ma: in der Kombination 猛獁 měngmǎ „Mammut“ | Radikal 38 („Frau“) + ma: „Mutter“                |

Beispiele zum Zeichen 青 qīng „blaugrün“ Radikal 174 als Lautgeber:
| 青 qīng                                     | 清 qīng                                      | 蜻 qīng                                               | 鯖 qīng                                        | 情 qíng                                     |
| Radikal 174 „blaugrün“                      | Radikal 85 („Wasser“) + qing: „klar, sauber“ | Radikal 142 („Insekt, Wurm“) + qing: „Libelle“        | Radikal 195 („Fisch“) + qing: „Makrele“        | Radikal 61 („Herz“) + qing: „Gefühl, Liebe“ |
| 晴 qíng                                     | 請 qǐng                                      | 精 jīng                                               | 菁 jīng                                        | 睛 jīng                                     |
| Radikal 72 („Sonne“) + qing: „klar, heiter“ | Radikal 149 („sprechen“) + qing: „bitten“    | Radikal 119 („Reis“) + jing: „Extrakt, Essenz, Geist“ | Radikal 140 („Gras“) + jing: „üppig gedeihend“ | Radikal 109 („Auge“) + jing: „Augapfel“     |

## 5. Entlehnungen
Die heutigen Schriftzeichen bestehen zu einem recht kleinen Teil aus Entlehnungen (chinesisch 假借, Pinyin jiǎjiè, jap. 仮借 kashaku).
Bei den Zeichen für gleichlautende Wörter verwendete man nach dem Rebusprinzip Zeichen für Wörter, die inhaltlich verschieden waren, aber gleich oder sehr ähnlich klangen. Das Zeichen 其 bezeichnete ursprünglich eine spezielle Art von Schaufeln aus Bambus. Da die als Pronomen „er/sie/es“, eine Fragepartikel und eine Futurpartikel sehr ähnlich oder gleich ausgesprochen wurden, wurde das Zeichen in der Shang- und Zhou-Zeit für diese abstrakten Wörter entlehnt. In den meisten Fällen wurde die Entlehnung (假借字) sekundär durch unterschiedliche Radikale vom ursprünglichen Wort unterschieden. Um 其 als grammatikalisches Wort nun von 其 in der Bedeutung „Schaufel“ zu unterscheiden, fügt man bei letzterem den Radikal 竹 „Bambus“ oben an, man schreibt also 箕 (chinesisch 簸箕, Pinyin bòjī). Die Aussprache von Entlehnung und Ursprungswort ist in vielen Fällen nicht exakt gleich, sondern nur ähnlich.
| Piktogramm oder Ideogramm | neue Bedeutung                                  | ursprüngliche Bedeutung | neues Zeichen für die ursprüngliche Bedeutung |
| ------------------------- | ----------------------------------------------- | ----------------------- | --------------------------------------------- |
| 其                        | qí "er, sie es, dies"                           | jī "Schaufel"           | 箕                                            |
| 然                        | rán "Art; wie das da"                           | rán "brennen"           | 燃                                            |
| 北                        | běi "Nord"                                      | bèi "Rücken"            | 背                                            |
| 要                        | yāo "fordern, verlangen", yào "wollen, wichtig" | yāo "Taille, Hüfte"     | 腰                                            |
| 少                        | shǎo "wenig"                                    | shā "Sand"              | 沙 und 砂                                     |
| 永                        | yǒng "immer, ewig"                              | yǒng "schwimmen"        | 泳                                            |

## 6. Synonyme
Synonyme (chinesisch 轉注, Pinyin zhuǎnzhù – „gegenseitig bezeichnen“, jap. 転注 tenchū) machen in der Gegenwart ebenfalls einen geringen Teil aus.
Zhuǎnzhù-Zeichen sind Xíngshēng-Zeichen für Synonyme, die oft ihren Ursprung in verschiedenen Dialekten haben. Sie werden so konstruiert, dass man das Radikal des ursprünglichen Zeichens beibehält und den Aussprache andeutenden Teil durch einen passenden anderen ersetzt. Beispiele:
顛 ist ein Synonym für 頂, 竅 eines für 空.
Es muss sich aber nicht um Synonyme im eigentlichen Sinne handeln. 轉注字 können auch Wörter aus einer ganz anderen Sprache, bzw. einem Dialekt sein, die nach dem Vorbild eines bereits existierenden Zeichens konstruiert wurden.

## Häufigkeit der Kategorien
Der Sinologe John DeFrancis nennt folgende Zahlen für die Häufigkeit der Kategorien in einer vorklassischen Zeichensammlung und drei sehr umfangreichen klassischen Wörterbüchern über die Jahrtausende. Zu beachten ist dabei, dass die Unterscheidung in die sechs Kategorien auf das Shuowen im 2. Jahrhundert zurückgeht.
| Kategorie                   | Orakelknochen (Shang-Dynastie) | Shuowen (2. Jhd.) | Zheng Qiao (12. Jhd.) | Kangxi (18. Jhd.) |
| --------------------------- | ------------------------------ | ----------------- | --------------------- | ----------------- |
| Piktogramme                 | 227 (23 %)                     | 364 (4 %)         | 608 (3 %)             | ±1.500 (3 %)      |
| Einfache Ideogramme         | 20 (2 %)                       | 125 (1 %)         | 107 (1 %)             | ±1.500 (3 %)      |
| Zusammengesetzte Ideogramme | 396 (41 %)                     | 1.167 (13 %)      | 740 (3 %)             | ±1.500 (3 %)      |
| Phonogramme                 | 334 (34 %)                     | 7.697 (82 %)      | 21.810 (93 %)         | 47.141 (97 %)     |
| Summe                       | 977                            | 9.353             | 23.265                | 48.641            |

Demnach hat der prozentuale Anteil der Phonogramme stetig auf Kosten aller anderen Kategorien stark zugenommen, sodass die weitaus meisten der heute bekannten Zeichen aus einem Sinnträger plus einem Lautträger gebildet wurden.
Diese Zahlen sagen jedoch nicht viel über die Häufigkeit der einzelnen Schriftzeichen in einem modernen Text aus. Beispielsweise gehören von den 100 häufigsten chinesischen Zeichen etwa 1⁄5 nicht zur Kategorie Phonogramme.

## Moderne Kategorien
Das Shuowen präsentiert eine alte, traditionelle Kategorisierung mit Erklärungen, wie sie zur damaligen Zeit als richtig verstanden wurden. Die Sechs Kategorien waren bis in die Moderne das Standardsystem für die Kategorisierung chinesischer Schriftzeichen. Generationen von Gelehrten modifizierten es, ohne die Grundbegriffe infrage zu stellen. Tang Lan (唐蘭) (1902–1979) war der erste, der seine eigenen Drei Kategorien (三 書 "Drei Prinzipien der Schriftzeichenbildung"), nämlich xiàngxíng (象形 "Piktogramme"), xiàngyì (象 意 "Wiedergabe der Bedeutung ") und xíngshēng (形 聲"Phonogramme") entwickelte. Diese Klassifikation wurde später von Chen Mengjia (陳夢家, 1911–1966) und Qiu Xigui (裘錫圭, geboren 1935) kritisiert, die beide eigene Drei Kategorien entwickelten.